# Hans Wilhelm von Baumbach
Alexander Hans Wilhelm von Baumbach (* 1741; † 12. November 1805) war ein deutscher Jurist und Obervorsteher der Althessischen Ritterschaft.

## Leben
Hans Wilhelm von Baumbach kam aus dem Haus Ropperhausen der zur Althessischen Ritterschaft zählenden Adelsfamilie von Baumbach, die bereits 1246 erstmals urkundlich erscheint und aus der zahlreiche Persönlichkeiten der hessischen Geschichte hervorgegangen sind. 
Er war ein  Sohn des Rittmeisters und Oberforstmeisters Karl Ludwig von Baumbach (1698–1745) und dessen Ehefrau  Anna Amalie von Verschuer (1714–1758).
Sein jüngerer Bruder Ernst Christian Friedrich  (1745–1795) war hessischer Oberjägermeister und mit Charlotte von Löwenstein verheiratet.
Nach dem Abitur studierte Hans Wilhelm Rechtswissenschaften an der Philipps-Universität Marburg (1756) und der Georg-August-Universität Göttingen (1760) und kam nach den beiden juristischen Staatsprüfungen 1765 als Regierungsassessor zur Bezirksregierung Kassel. Dort 1767 zum Regierungsrat ernannt, blieb er bis zu seinem Weggang zum Oberappellationsgericht Kassel im Jahre 1775. Hier wurde er Oberappellationsgerichtsrat.
Im Jahr darauf übernahm er das Amt eines Obervorstehers der Althessischen Ritterschaft. Diese Stiftung, im frühen 16. Jahrhundert gegründet, diente zur Absicherung des Lebensunterhalts der ritterschaftlichen Familien. Die Stiftung, die heute noch besteht, wird satzungsgemäß von drei Obervorstehern geführt.
Er war Mitglied der Visitationskommission.

## Öffentliche Ämter
- Mitglied der Gesellschaft des Ackerbau und der Künste in Kassel

## Ehrungen und Auszeichnungen
- 1781 Geheimer Rat